# Bedřich Geminder
Bedřich Geminder (Vítkovice, 19 de noviembre de 1901 - Praga, 3 de diciembre de 1952) fue un funcionario comunista checoslovaco de origen judío. En el juicio Slánský fue condenado a muerte y ejecutado.

## Biografía

### Juventud
Sus padres fueron Mořic Geminder, un empresario de Silesia Ostrava, y Viktorie de soltera Lindenbergerová. La familia pertenecía a judíos de habla alemana, por lo que Bedřich fue a escuelas alemanas. Después de cuatro años de escuela general, continuó sus estudios en la escuela real y la escuela secundaria vocacional en Podmokly. Durante sus estudios en la escuela real, fue miembro de la asociación turística juvenil sionista Jüdischer Wanderbund "Blau - Weiss". Más tarde se alejó del sionismo, comenzó a simpatizar con las ideas comunistas y entre 1919 y 1921 fue miembro de la organización juvenil comunista Komsomol. Luego estudió en la academia de exportación de Berlín, pero ya en noviembre de 1920 fue expulsado de Alemania debido a sus actividades comunistas. Luego trabajó durante algún tiempo en Austria y Hungría, pero incluso aquí se convirtió en una persona indeseable.
Aunque Geminder nació en Vítkovice, pertenecía al pueblo polaco de Szczawnica en el distrito de Nowy Targ sobre la base del derecho de residencia de su padre. En 1924, solicitó la ciudadanía checoslovaca, pero su solicitud fue rechazada. 

### Los inicios de su carrera en el Partido Comunista
En 1921, se convirtió en miembro del Partido Comunista de Checoslovaquia y también obtuvo un puesto en el ejecutivo de la Internacional de la Juventud Comunista. En el partido, fue sucesivamente secretario regional en varias ciudades y colaboró con la prensa comunista escrita en alemán. Participó en la agitación entre los soldados de la República Checoslovaca. del ejército Sus actividades políticas fueron vigiladas por la policía y en 1930 y 1931 fue exiliado por su culpa. Pero Geminder siguió viviendo ilegalmente en Checoslovaquia.

### Trabajo en Moscú
A mediados de la década de 1930, se mudó a Moscú. Desempeñó diversas funciones en el aparato del Komintern, trabajó como periodista, propagandista y productor de desinformación. Fue secretario del secretario general Dimitrov y más tarde se convirtió en jefe del departamento de prensa. Después de la abolición del Komintern en 1943, Geminder trabajó en el departamento de información internacional del Comité Central del Comité Central del Partido Comunista de Ucrania, luego en el departamento de política exterior. Hasta 1946 se desempeñó como director del Instituto N° 205 para la radiodifusión extranjera. Por sus actividades en Moscú durante la guerra, recibió la Orden de Lenin y medallas por la Victoria sobre Alemania y por su labor ejemplar durante la Gran Guerra Patriótica. 

### Entre 1946-1951
Regresó a la Checoslovaquia liberada en agosto de 1946. Obtuvo la ciudadanía checoslovaca y se convirtió en el jefe del departamento internacional del Secretariado Central del Partido Comunista. Todas las relaciones del Partido Comunista de la República Checoslovaca con los partidos comunistas extranjeros, así como con los emigrantes comunistas que vivían en Checoslovaquia, caían dentro de su competencia. Un lugar importante entre ellos lo ocupó un grupo de ciudadanos yugoslavos que se instalaron en Praga tras la ruptura entre Stalin y Tito.
En septiembre de 1951, fue despedido del cargo de jefe del departamento internacional y asumió el cargo de jefe de radiodifusión extranjera de Radio Checoslovaquia. Poco después, el 24 de noviembre, fue detenido. 

### El juicio de Slánský
En el juicio Slánský fue acusado de traición y espionaje, condenado a muerte el 27 de noviembre de 1952 y ahorcado en Pankrác el 3 de diciembre de 1952.

## Vida personal
Estuvo emparejado con Irene Falcón, periodista española de origen judío, que fue secretaria personal de Dolores Ibárruri, presidenta del Partido Comunista de España.

## En la cultura
Sobre el proceso Slánský, el director Costa-Gavras rodó el film L'Aveu (La Confesión) basado en el homónimo libro de Artur London, uno de los supervivientes del proceso, cuyo guion escribió Jorge Semprún. La película, estrenada en 1970, levantó una gran polémica. En 2000, Zuzana Justman rodó el documental A Trial in Prague dedicado al juicio.